# Urban Gunnarsson
Fritz Urban Gunnarsson, född 28 juli 1948, är en svensk konsthantverkare och träsnidare. Gunnarsson är verksam i sin ateljé Gunnarssons Träfigurer som han driver tillsammans med sin syster Gisela Gunnarsson på Drottninggatan 77 i Stockholm, en affär som ursprungligen öppnades av deras far Sven Gunnarsson på 30-talet i Borås.  Urban Gunnarsson är bland annat känd för att snida den årliga Adamsonstatyetten och han snidade även Hadar Cars-figuren som finns med i filmen Fyra nyanser av brunt. Gisela Gunnarsson står för den efterföljande färgsättningen och bemålningen.